# Альфарп
Альфарп, Алфарб (ісп. Alfarp (офіційна назва), валенс. Alfarb) — муніципалітет в Іспанії, у складі автономної спільноти Валенсія, у провінції Валенсія. Населення — 1534 особи (2010).

## Географія
Муніципалітет розташований на відстані близько 300 км на південний схід від Мадрида, 27 км на південний захід від Валенсії.

## Демографія
Динаміка населення (INE ):

## Галерея зображень

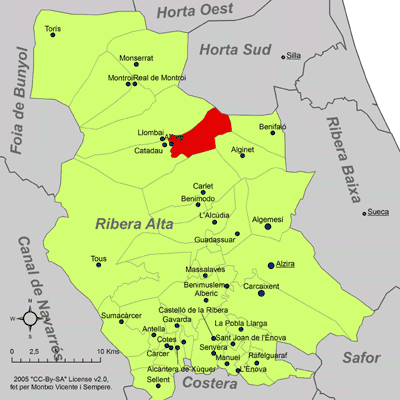
Розташування муніципалітету Альфарп у комарці Рібера-Альта
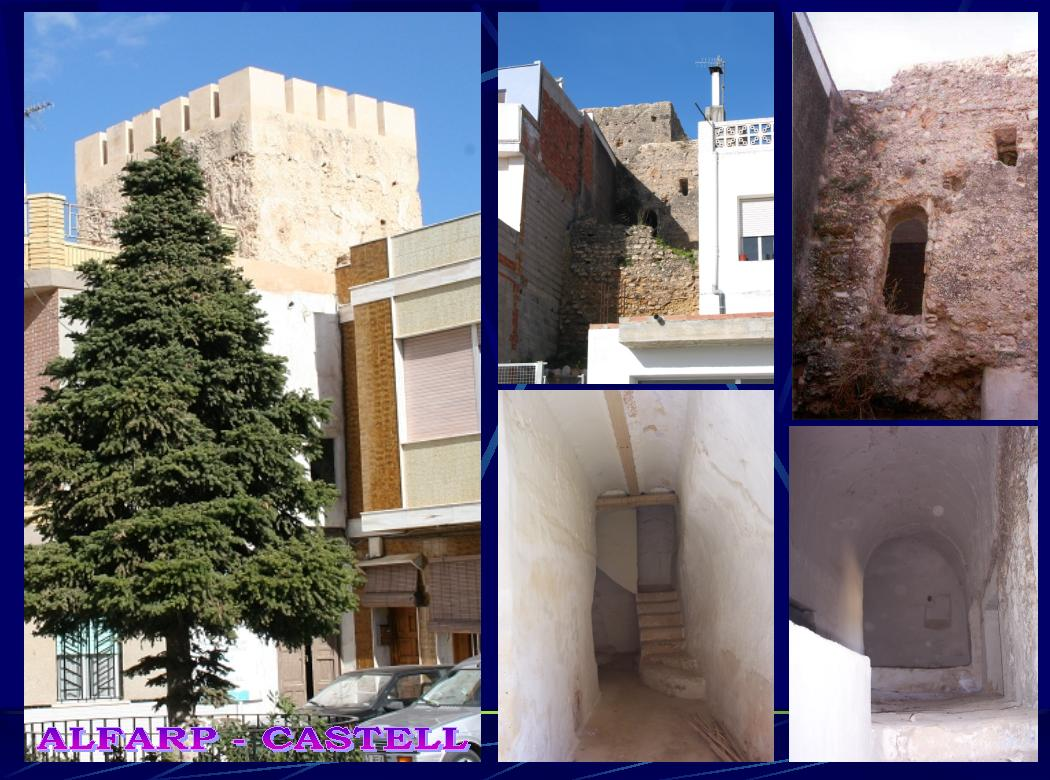
Середньовічний замок